# Алексеев, Игорь Алексеевич
Игорь Алексеевич Алексеев (родился 4 февраля 1969) — российский государственный деятель, глава управы района Раменки города Москвы.

## Биография
В 1986—1993 годах Алексеев служил в армии, в 1993—2011 годах — в органах внутренних дел. В 1990 году он окончил Самаркандское высшее военное автомобильное командное училище имени Верховного Совета Узбекской ССР, в 2009 году Московский автомобильно-дорожный институт.
В 2011—2012 годах занимал должность заместителя главы управы района Внуково города Москвы. В 2012—2014 годах был начальником административно-технической инспекции по ЗАО города Москвы Объединения административно-технических инспекций города Москвы. В 2014−2015 годах — первый заместитель главы управы московского района Раменки по вопросам жилищно-коммунального хозяйства и благоустройства, в 2015—2019 годах — глава управы района Внуково. С 2019 года — глава управы района Раменки.